# Svibje
Svibje je naseljeno mjesto u Republici Hrvatskoj u Zagrebačkoj županiji. 

## Zemljopis
Administrativno je u sastavu općine Rugvica. Naselje se proteže na površini od 1,93 km². Smješteno je u Zagrebačkoj mikroregiji Središnje Hrvatske, udaljeno 5 km sjeverozapadno od Rugvice i 8 km jugozapadno od Dugog Sela. Prostire se uz križište cesta Ivanja Reka-Rugvica-Dugo Selo i Sesvetski Kraljevec-Trstenik Nartski. Pripada rimokatoličkoj župi Uznesenja Blažene Djevice Marije iz Savskog Narta, Dugoselski dekanat Zagrebačke nadbiskupije. 

## Stanovništvo
Prema popisu stanovništva iz 2001. godine u Svibju žive 443 stanovnika i to u 117 kućanstava. Gustoća naseljenosti iznosi 229,53 st./km². Blizina Zagreba, Sesveta i Dugog Sela, odnosno povoljan smještaj i mogućnosti zapošljavanja pridonijeli su ubrzanom naseljavanju Svibja, posebice od 70-ih godina prošlog stoljeća. Od tada se stanovništvo povećalo za skoro 8 puta. U najvećem broju Hrvatima iz Bosne i Hercegovine
, ali i ostalih dijelova Hrvatske.
| broj stanovnika | 45    | 41    | 35    | 34    | 46    | 64    | 71    | 72    | 64    | 60    | 59    | 60    | 114   | 249   | 443   | 498   | 462   |
|                 | 1857. | 1869. | 1880. | 1890. | 1900. | 1910. | 1921. | 1931. | 1948. | 1953. | 1961. | 1971. | 1981. | 1991. | 2001. | 2011. | 2021. |

## Povijest
Svibje se prvi puta spominje 1333. godine. U Svibju žive potomci Vučića, vođe bune štibrenaca (17. stoljeće) protiv Kaptola. U selu su živjeli nekada čuveni paleri Kolčići (tesari koji su nekad ručno, uz pomoć sjekira planjkača ili širočki tesali planjke). Od 1850. godine do 1955. je u sastavu kotara Dugo Selo, a od tada do 1993. godine u sastavu je općine Dugo Selo. U sastavu općine Rugvica nalazi se od 1993. godine.

## Gospodarstvo
Gospodarska osnova je poljodjeljstvo, stočarsvo (ne značajno), građevinarstvo, trgovina, ugostiteljstvo i razni obrti.